# (21650) Tilgner
(21650) Tilgner est un astéroïde de la ceinture principale.

## Description
(21650) Tilgner est un astéroïde de la ceinture principale. Il fut découvert le 17 juillet 1999 à Gnosca par Stefano Sposetti. Il présente une orbite caractérisée par un demi-grand axe de 2,30 UA, une excentricité de 0,12 et une inclinaison de 6,1° par rapport à l'écliptique.

## Compléments